# Sky WWE 24/7
Sky WWE 24/7 è stata un'emittente televisiva italiana fruibile in modalità pay per view ai soli abbonati Sky in Italia.
Essa trasmetteva tutti gli incontri di wrestling del passato del circuito WWE, permettendo la fruizione agli abbonati secondo due modalità: l'acquisto del diritto di visione per un giorno o per un mese. L'addebito avviene sulla prima fattura utile.